# Lake Shore Drive
Lake Shore Drive est une autoroute nord-sud à plusieurs niveaux qui longe le rivage du lac Michigan à travers la ville de Chicago, dans l'État de l'Illinois. À l'exception de la partie nord de Foster Avenue (5200 North), Lake Shore Drive fait partie de l'U.S. Route 41. Longue d'environ 25,48 kilomètres, elle est créée en 1875.

## Situation et accès
Orientée nord-sud, elle longe le lac Michigan à Chicago. À l'exception de sa portion s'étendant au nord de Foster Avenue, Lake Shore Drive fait partie de la U.S. Route 41.
L'artère marque la limite est du Gold Coast Historic District, un quartier historique et particulièrement huppé de la ville.

## Origine du nom
La Lake Shore Drive, souvent abrégée LSD par les Chicagoans, mais aussi Lake Shore ou The Drive, doit à son nom à sa localisation, le long du lac de Michigan.
Sa portion située au centre-ville (entre le sud de la rivière Chicago jusqu'à la 57e Rue) est ouverte sous le nom de Leif Erikson Drive en 1937. Elle a été nommée en l'honneur de l'explorateur islandais Leif Erikson. La chaussée a également été surnommée Field Boulevard. La route entière a été rebaptisée Lake Shore Drive à partir de 1946.
Le 25 juin 2021, le conseil municipal de Chicago a approuvé une ordonnance de compromis renommant la partie extérieure de Lake Shore Drive au nom du premier colon non autochtone de la ville, Jean Baptiste Pointe du Sable.

## Bâtiments remarquables et lieux de mémoire
- Nos 860 et 880 : immeubles conçus par l’architecte Ludwig Mies van der Rohe (1886-1969) entre 1948 et 1951[2], inscrits sur la liste des Sites remarquables de Chicago en 1996.

- No 1120 : immeuble de style Tudor construit en 1924 par l’architecte Robert S. DeGolyer, avec la collaboration de Walter T. Stockton ; il fut le premier immeuble géant bâti sur la Gold Coast[3].

- No 1200 : Stewart Apartments, de style Adam (1913)[4].

- No 1242 : immeuble de 1929 ; architecte : Robert DeGolyer ; cet architecte, un peu oublié aujourd’hui, a réalisé plusieurs bâtiments sur l’avenue[5].

- No 1258 : immeuble de 1895 de type gothique vénitien ; architectes : Holabird et Roche[6].

- No 1420.

- No 1448 : immeuble de 19 étages construit en 1927 et inspiré par le château de Blois[7].

- No 1530 : construction de style georgien en calcaire gris de l’Indiana datant de 1916 ; architecte : Benjamin Marshall ; actuellement : consulat général de Pologne.

## Galerie

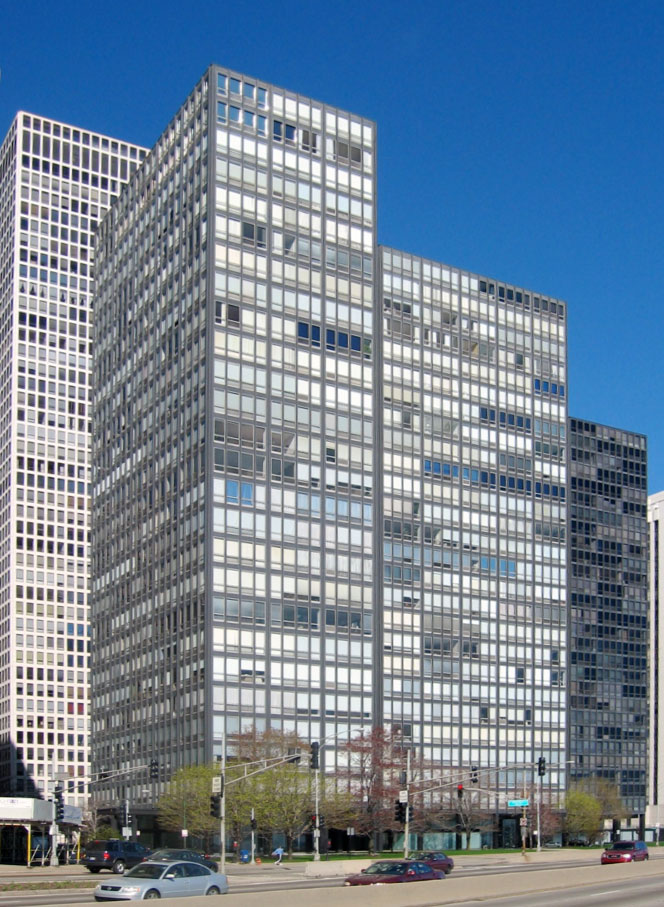
Nos 860 et 880.
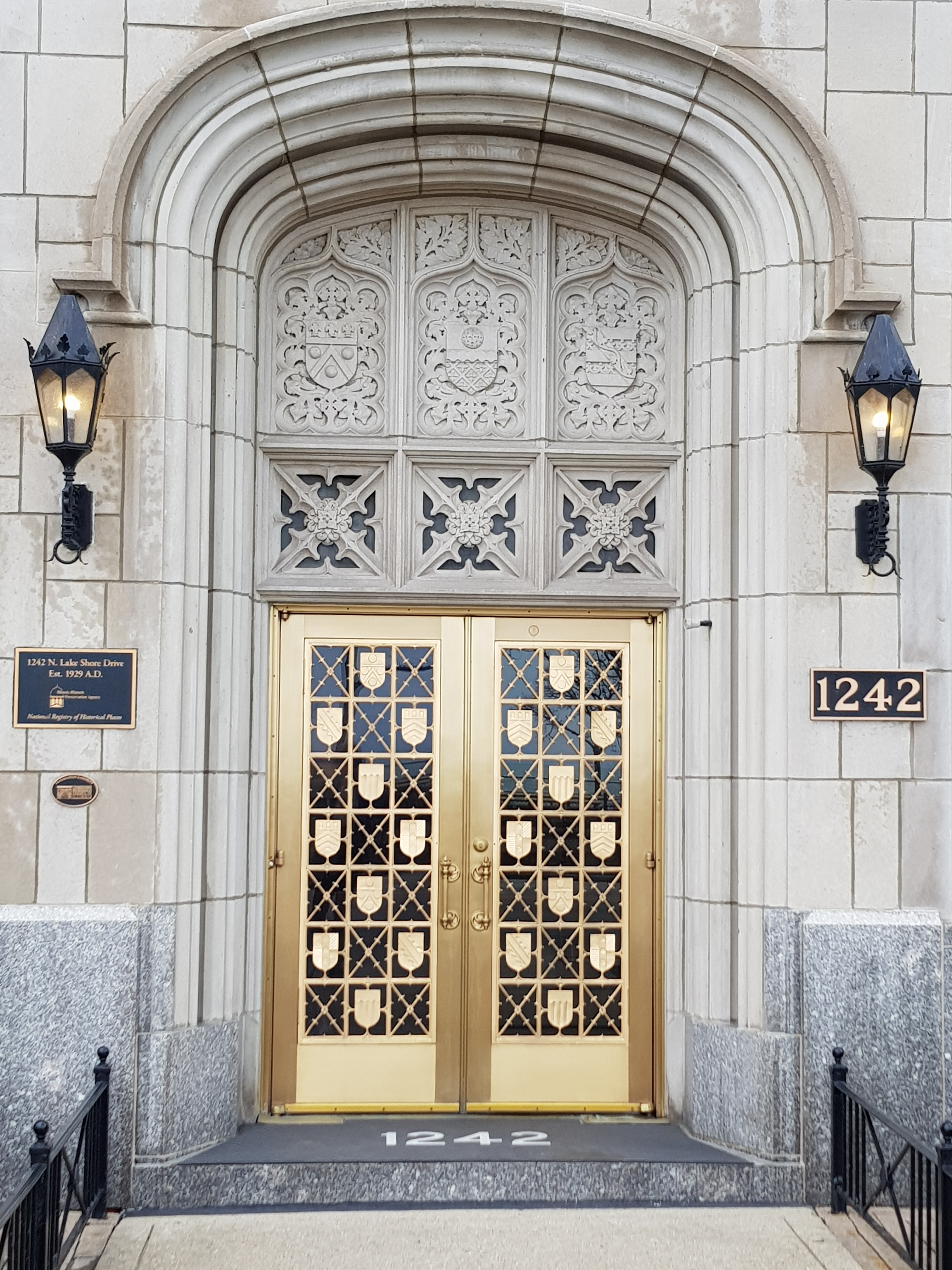
Entrée du no 1242.
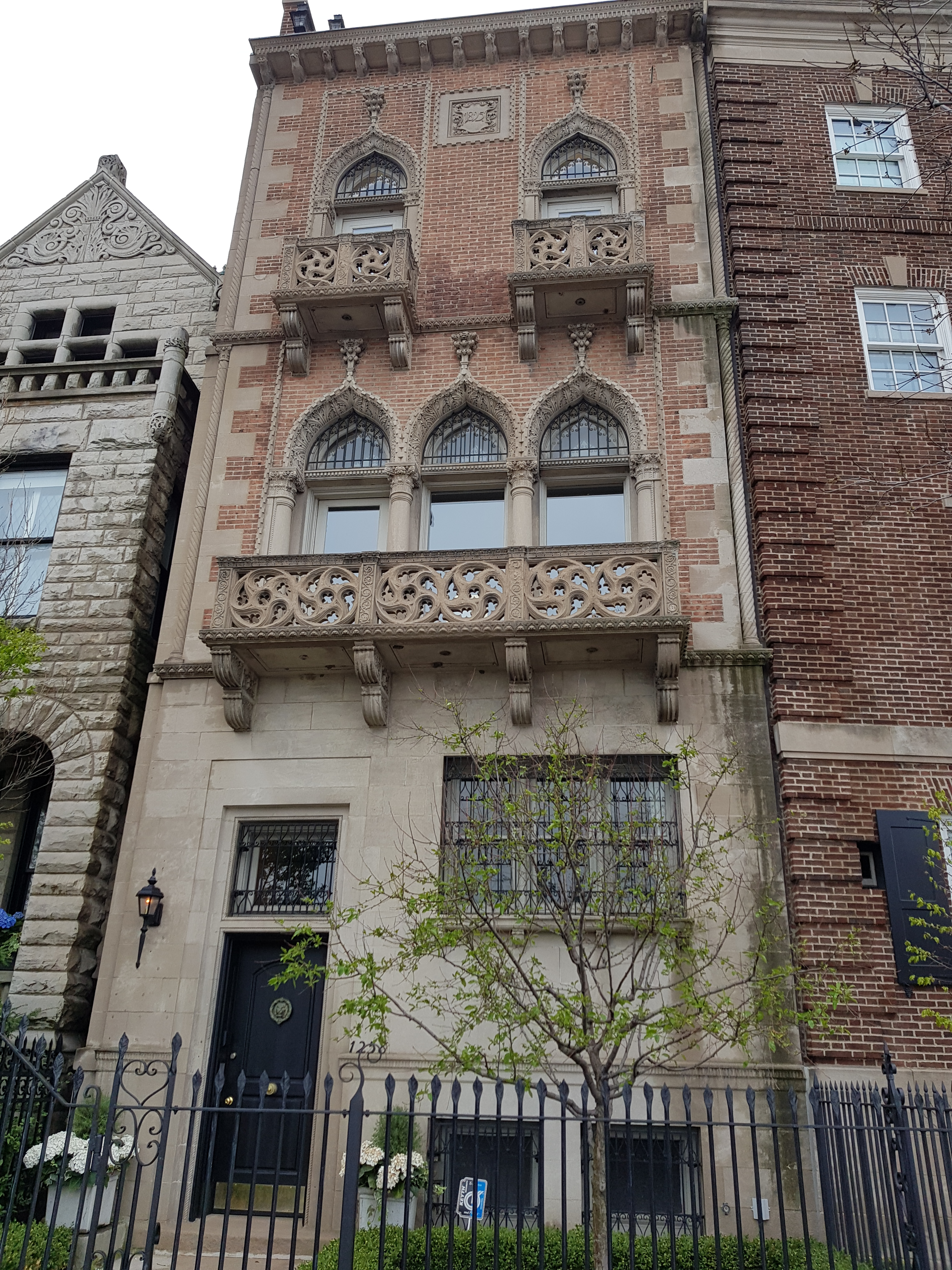
No 1258.

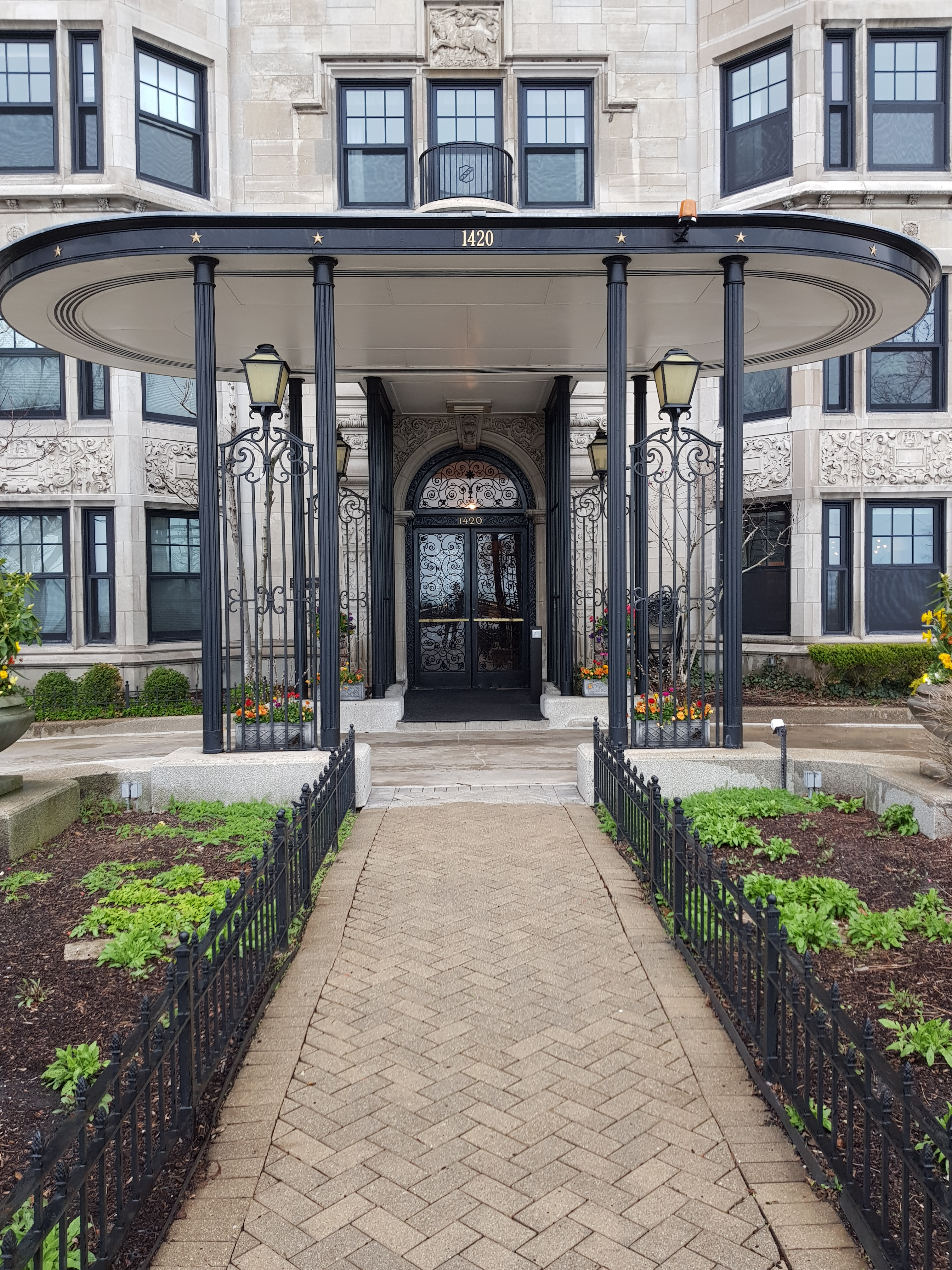
Entrée du no 1420.
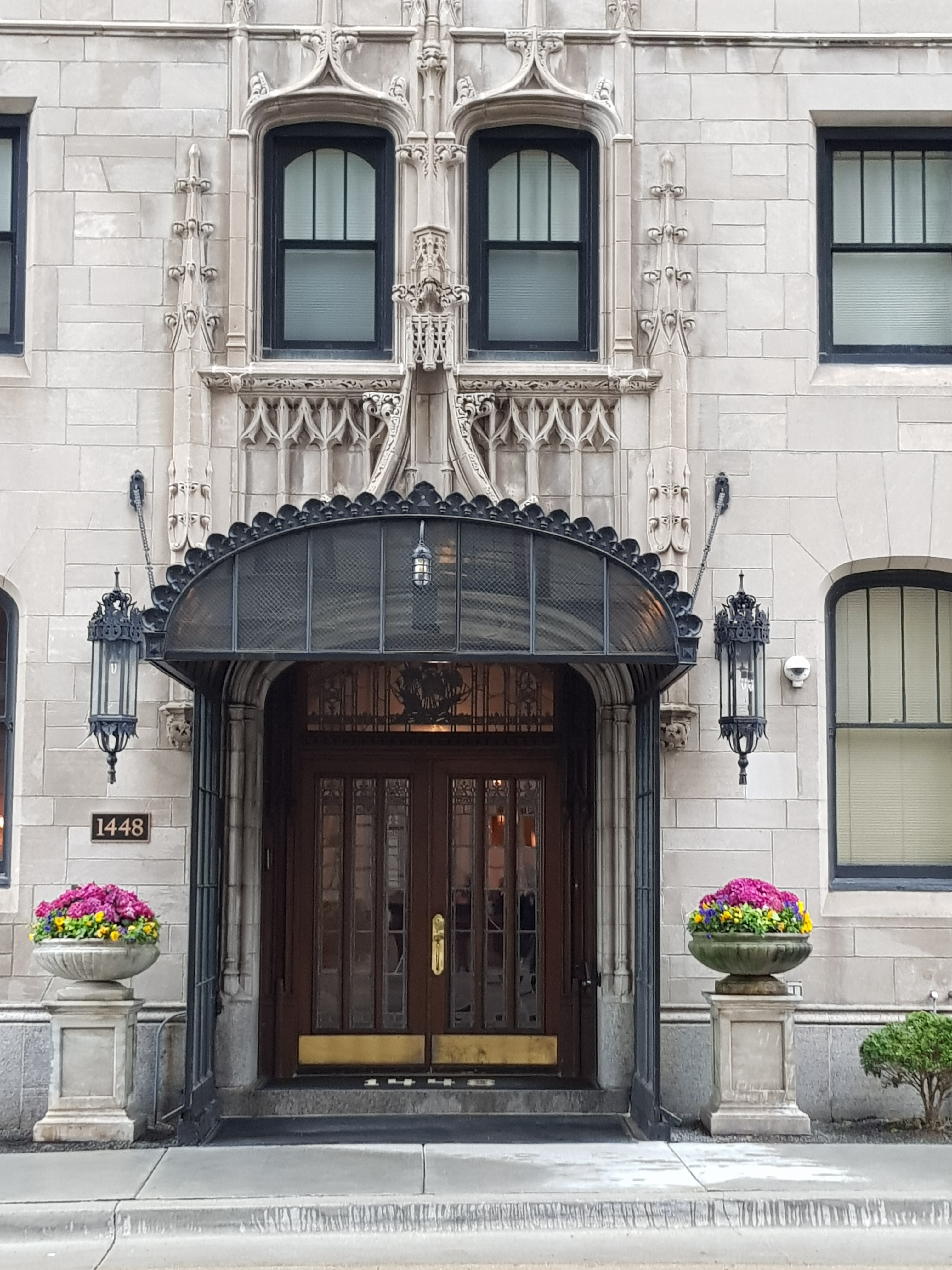
Entrée du no 1448.
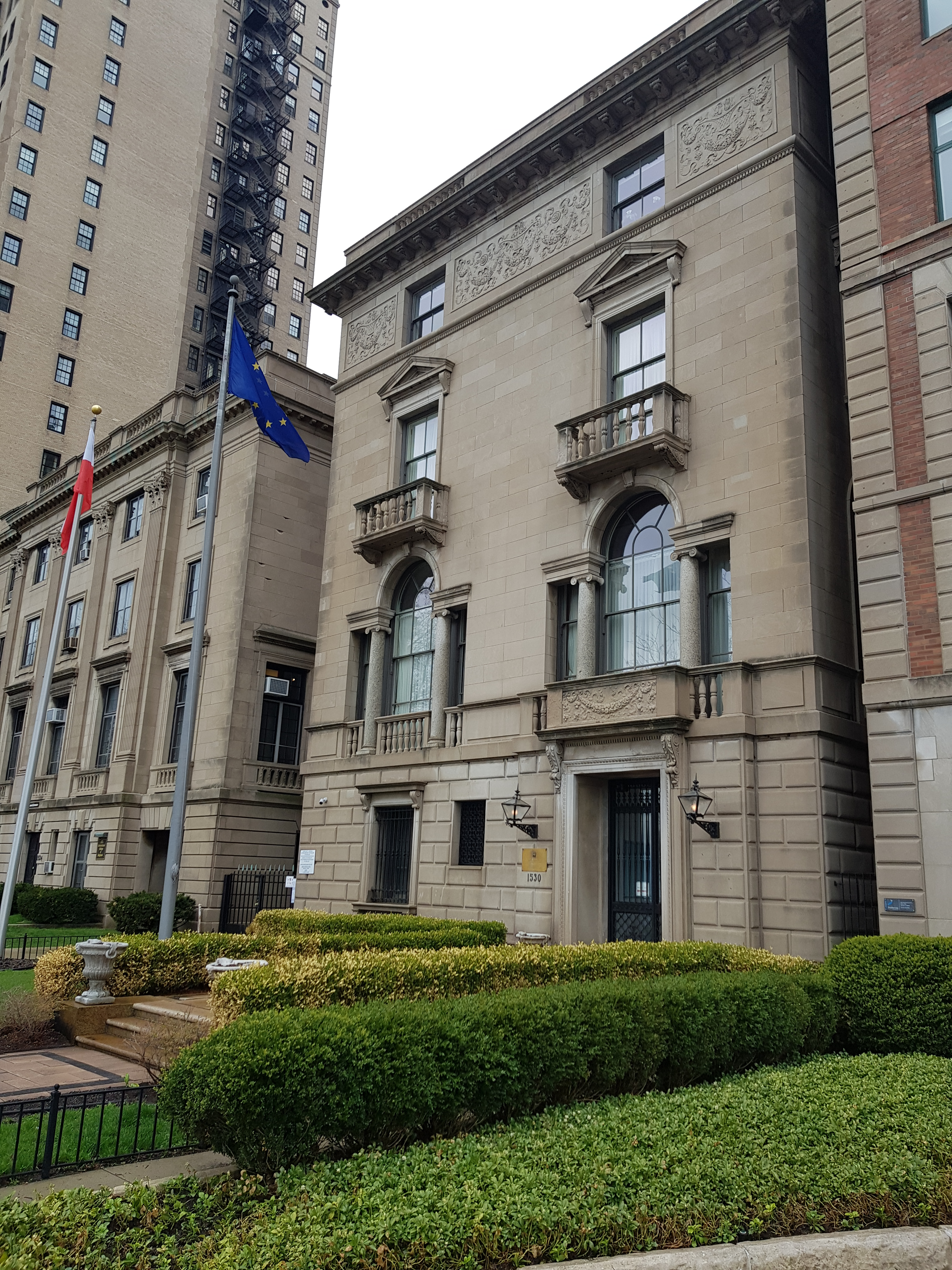
No 1530.

## Dans la chanson
- La chanson Lake Shore Drive du groupe de rock Aliotta Haynes Jeremiah, originaire de Chicago, est un hommage à cette autoroute. Elle apparaît notamment dans la bande-son du film Les Gardiens de la Galaxie Vol. 2.